# The Causeway
The Causeway est un important axe de circulation situé dans le centre-ville de Perth, en Australie-Occidentale.
Il relie les banlieues d'East Perth (en) et de Victoria Park.
The Causeway est situé sur le fleuve Swan à l'extrémité est de Perth Water (en) et est constitué notamment de deux ponts situés de part et d'autre de l'île Heirisson.

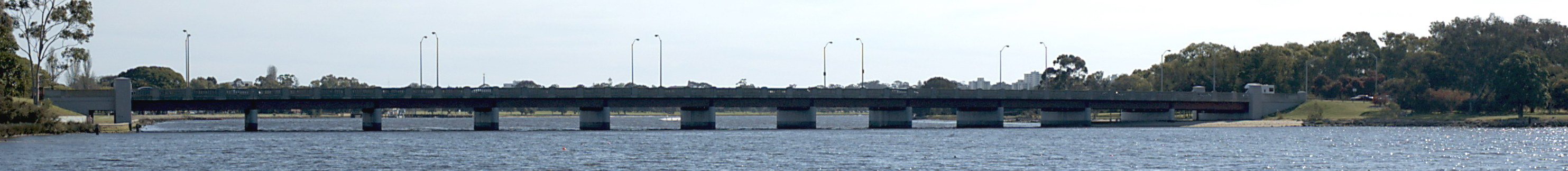
The Causeway (partie sud).